# Museo Amstelkring

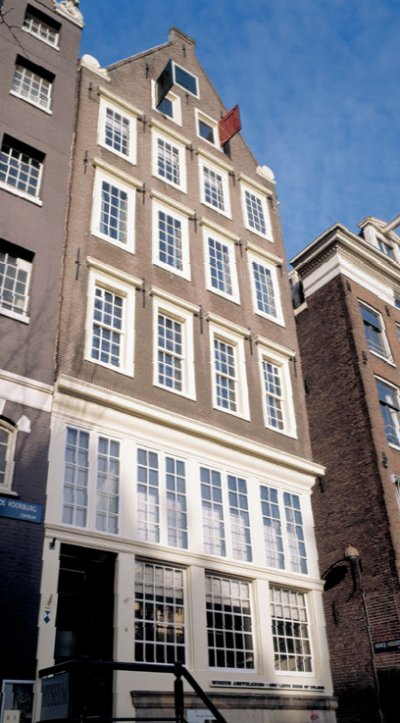
Exterior del edificio.

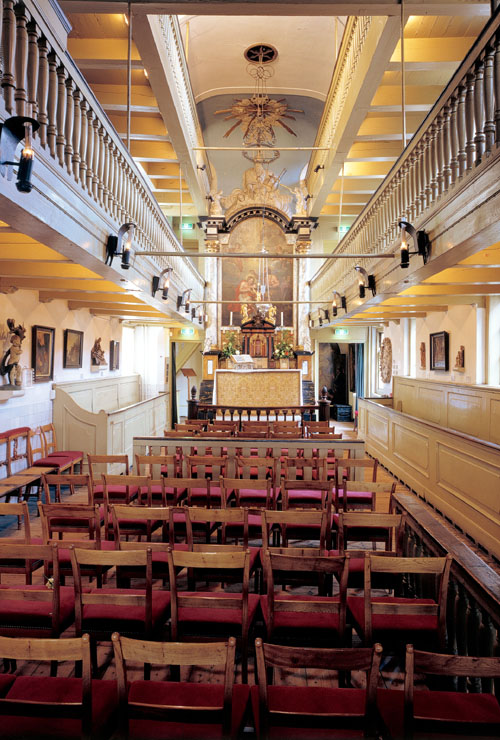
Iglesia clandestina.

El Museo Amstelkring es un edificio del siglo XVII situado en Ámsterdam, cuyo principal interés es la iglesia católica clandestina construida en la buhardilla, la Ons' Lieve Heer op Solder (Nuestro Señor en la buhardilla). Es uno de los pocos ejemplos de este tipo de iglesias que se conservan, utilizándose aún para el culto en ciertas ocasiones.

## Historia
Desde 1580, el culto católico estuvo prohibido en las zonas controladas por la Unión de Utrecht. Las comunidades solo podían reunirse de forma privada, sin que existiera ningún signo en el exterior de los edificios que pudieran delatarlos. De ahí surgió la idea de unir las buhardillas de tres casas contiguas para formar una pequeña iglesia completamente invisible desde el exterior.
El edificio se construyó para el comerciante católico Jan Hartman en 1661 y estuvo utilizándose para el culto desde 1663 a 1887, año en que se inauguró la nueva Iglesia de San Nicolás. En 1735 se amplió, añadiendo dos galerías superpuestas unidas al tejado mediante barras de hierro para aumentar el número de asientos disponibles.
En 1888 se convirtió en museo. Actualmente es uno de los más antiguos de Ámsterdam.

## Estancias

### El rellano
Es el acceso principal a la vivienda que ocupa la planta baja y primera. A través de una estrecha escalera se accede a la iglesia situada en la segunda planta.

### La sala del canal

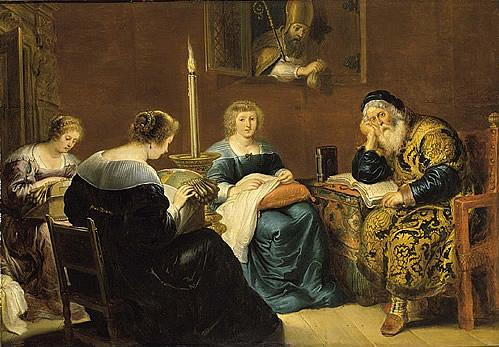
La Caridad de San Nicolas por Cornelis de Vos.

Esta estancia servía de hogar para el comerciante Jan Hartman (1619-1668) el cual adquirió esta casa junto a otras dos más pequeñas adyacentes en 1661. Puede apreciarse la cama empotrada en la pared que se utilizaba en la época, así como la típica decoración del siglo XVII con paredes enteladas.
Colgado en la pared se encuentra entre otros cuadros La caridad de San Nicolás realizado por Cornelis de Vos en 1640, en el cual se representa la historia de las tres hijas de un hidalgo que no podían casarse porque su padre no disponía de dinero para la dote, por lo cual probablemente acabarían ejerciendo la prostitución. San Nicolás deja caer a través de la ventana una bolsa con monedas. De esta forma pueden casarse y San Nicolás se convierte en el patrón de las muchachas casaderas.

### El Sael
Es la sala que se utilizaba para las recepciones, se conserva en el mismo estado que en el siglo XVII, constituye un magnífico ejemplo del estilo clásico holandés. Destaca la chimenea, los cuadros del siglo XVII como La Festividad de San Nicolás de Richard Brakenburgh y el magnífico aparador decorado con cabezas de monstruos.

### La entresala
Esta pequeña habitación parece que estuvo destinada a dormitorio del capellán. Puede observarse una pequeña pila de agua bendita que era utilizada por los fieles antes de subir a la iglesia.

### La iglesia
A pesar de sus reducidas dimensiones, pues ocupa el espacio de las buhardillas de 3 casas adyacentes, da la sensación visual de mayor amplitud. El altar barroco principal realizado por Jacob de Wit en 1715 sobre el tema del Bautizo de Cristo acapara la mirada de los fieles. Dos galerías superpuestas realizadas para aumentar el número de asientos disponibles le dan gran originalidad al conjunto. 
Uno de los elementos más curiosos es el púlpito de caoba extraíble, que se pliega una vez terminada la predicación.

### La galería
En la galería se encuentra el órgano que aún se utiliza. Fue construido en 1794 por Hendrik Meyer. En un armario lateral se encuentra el fuelle de donde parte el conducto de madera que suministra aire al órgano, es el llamado canal de viento que transcurre por debajo del suelo de la galería.
También podemos ver los retratos del primer párroco de la iglesia, el padre Petrus Parmentier (1599-1681), del poeta Joost van den Vondel realizado por Philip de Koninck y del párroco Leonardus Marius.

### El cuarto para la turba
Servía para almacenar la turba que se utilizaba para los braseros que calentaban la iglesia en invierno.

### Capilla de Santa María
Esta pequeña capilla situada detrás del altar mayor está dedicada a la Virgen, que se representa con el Niño Jesús en sus brazos y pisando una serpiente que simboliza el demonio. La talla realizada en madera de tilo data de 1690.

### El confesionario
Esta habitación se modificó en el siglo XVII para colocar en ella un confesionario que casi parece un armario. Está situado en la segunda planta de una de las casas. Por una estrecha escalera se accede a la capilla de Santa María.

### El Milagro de Ámsterdam
Esta estancia está dedicada al famoso milagro de Ámsterdam que tuvo lugar en la noche del 15 de marzo de 1345. Un hombre enfermo de gravedad, recibió la comunión y poco después vomitó, el vomito se arrojó al fuego, pero para sorpresa de todos, la hostia consagrada no se consumió y floto sobre las llamas. Este hecho que volvió a repetirse al día siguiente motivó que la sagrada forma se conservara como reliquia y que gran cantidad de peregrinos acudieran a Ámsterdam desde muchos lugares de Europa.
Actualmente aún se conmemora el hecho y todos los años se celebra la Procesión del Silencio por las calles de la ciudad.

### Sala Jaap Leeuwenberg
Este espacio se utiliza actualmente como sala de exposiciones.

### Cocina delsigloXVII
Aquí podemos observar como era una cocina en el siglo XVII. Los alimentos se preparaban en la chimenea, donde ardía la turba y sobre ella se colocaba una placa de acero. El suelo es de piedra natural y azulejos.

### Cocina delsigloXIX
Esta estancia se arregló en 1888 para que fuera utilizada por el conserje del museo. Para alicatar las paredes se utilizaron azulejos decorados en tono azul y blanco del siglo XVII.
En 1990, fue incluido entre los 100 mejores sitios del patrimonio neerlandés.

## Galería de imágenes

Ons' Lieve Heer op Solder
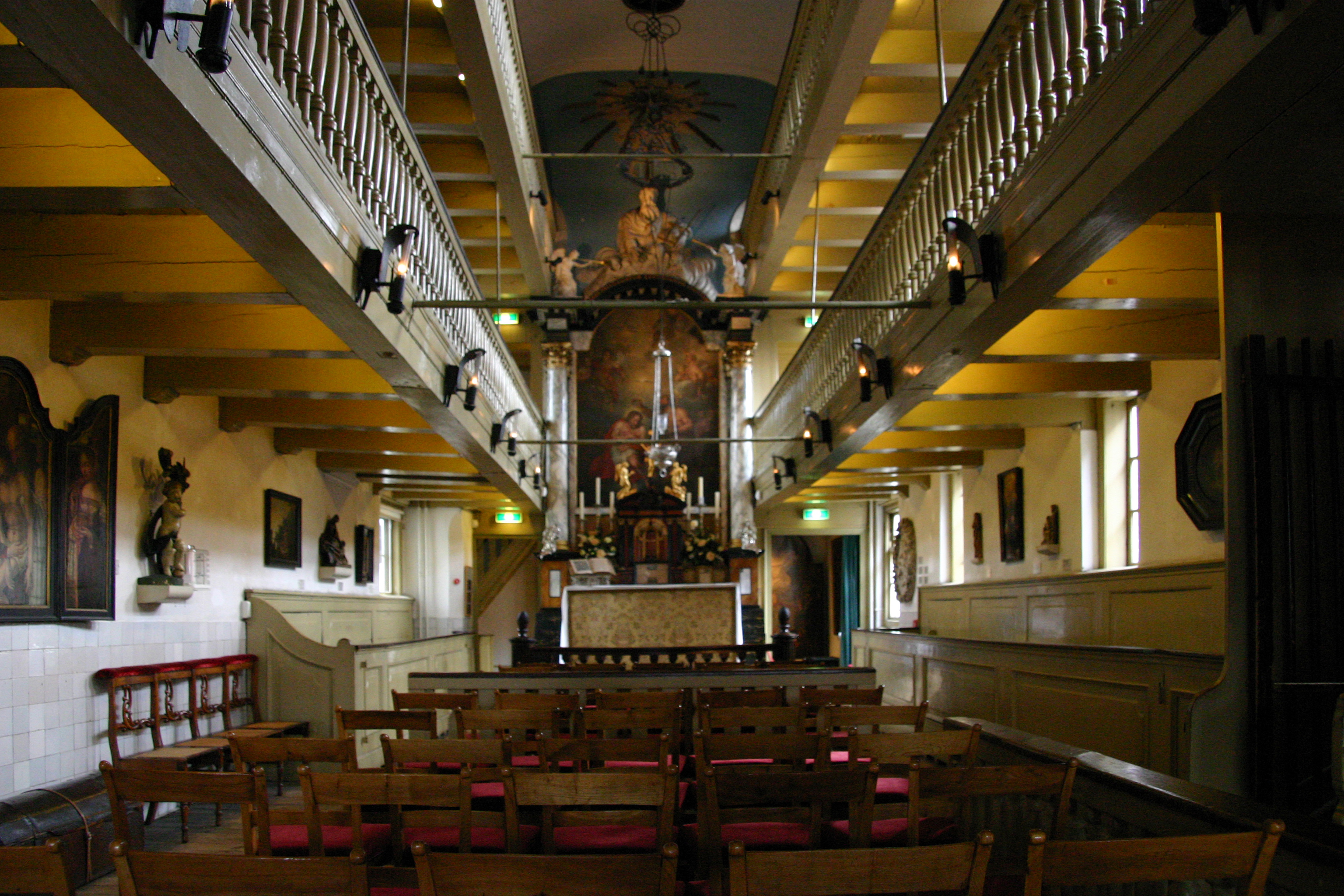
La iglesia
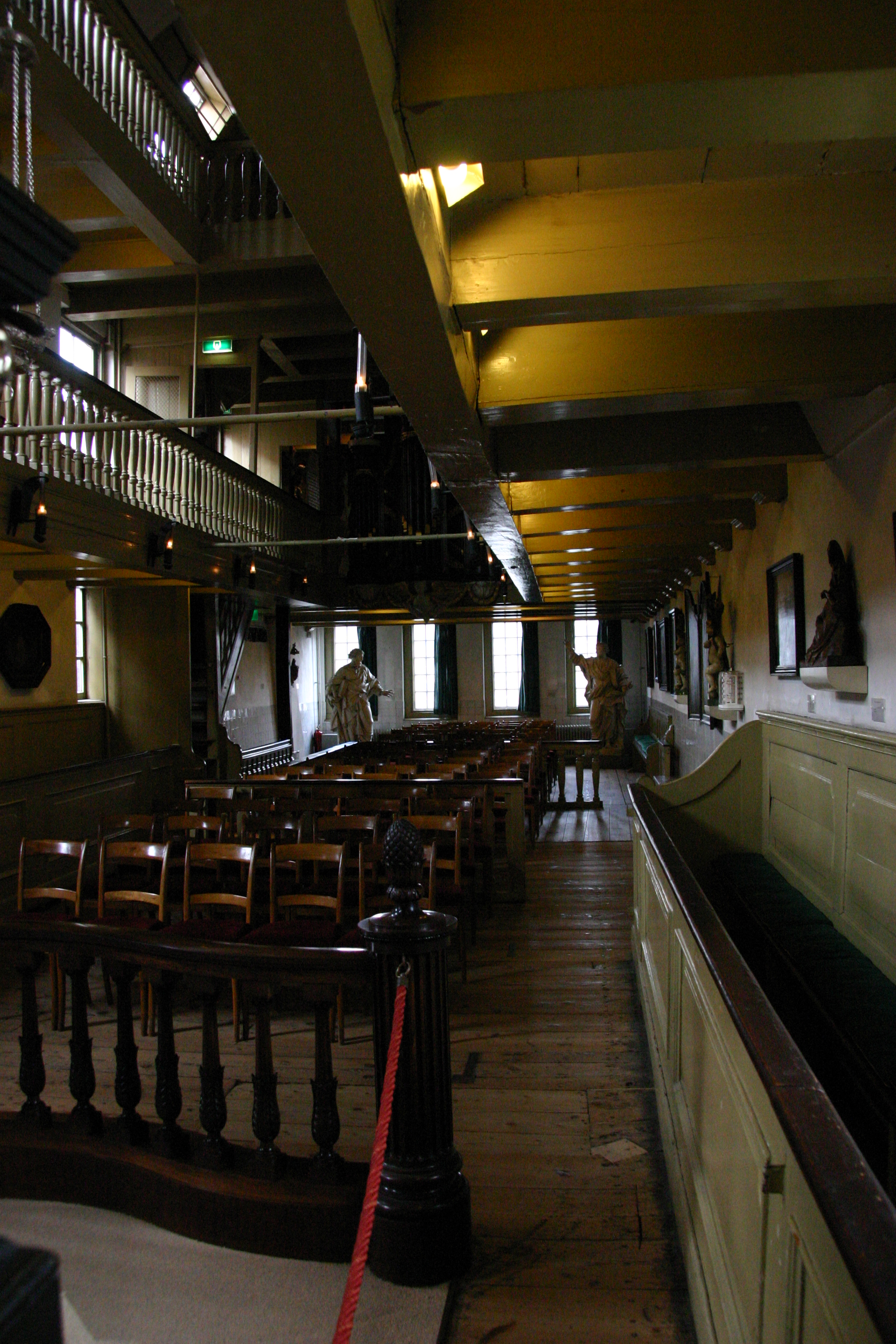
La iglesia
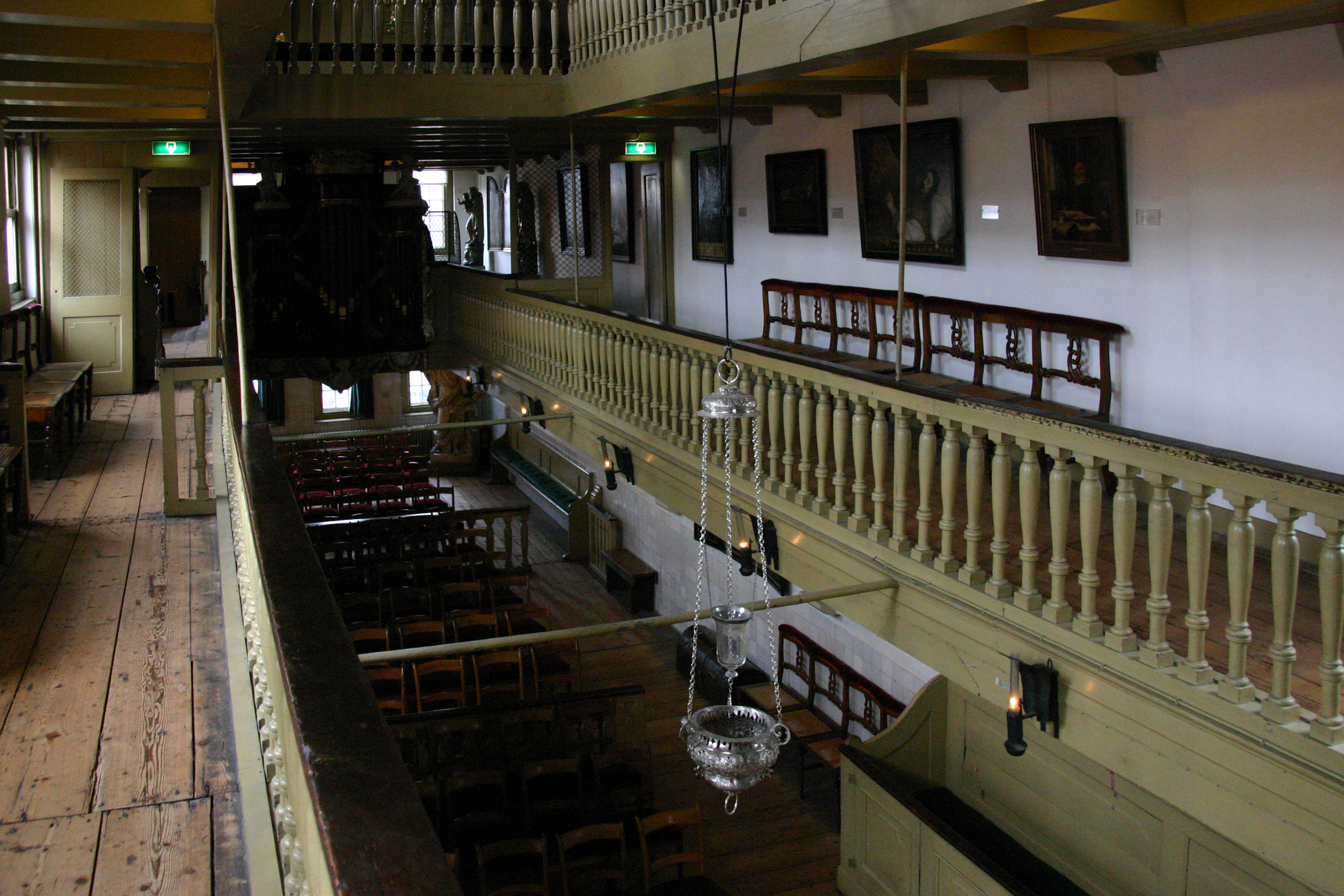
La iglesia
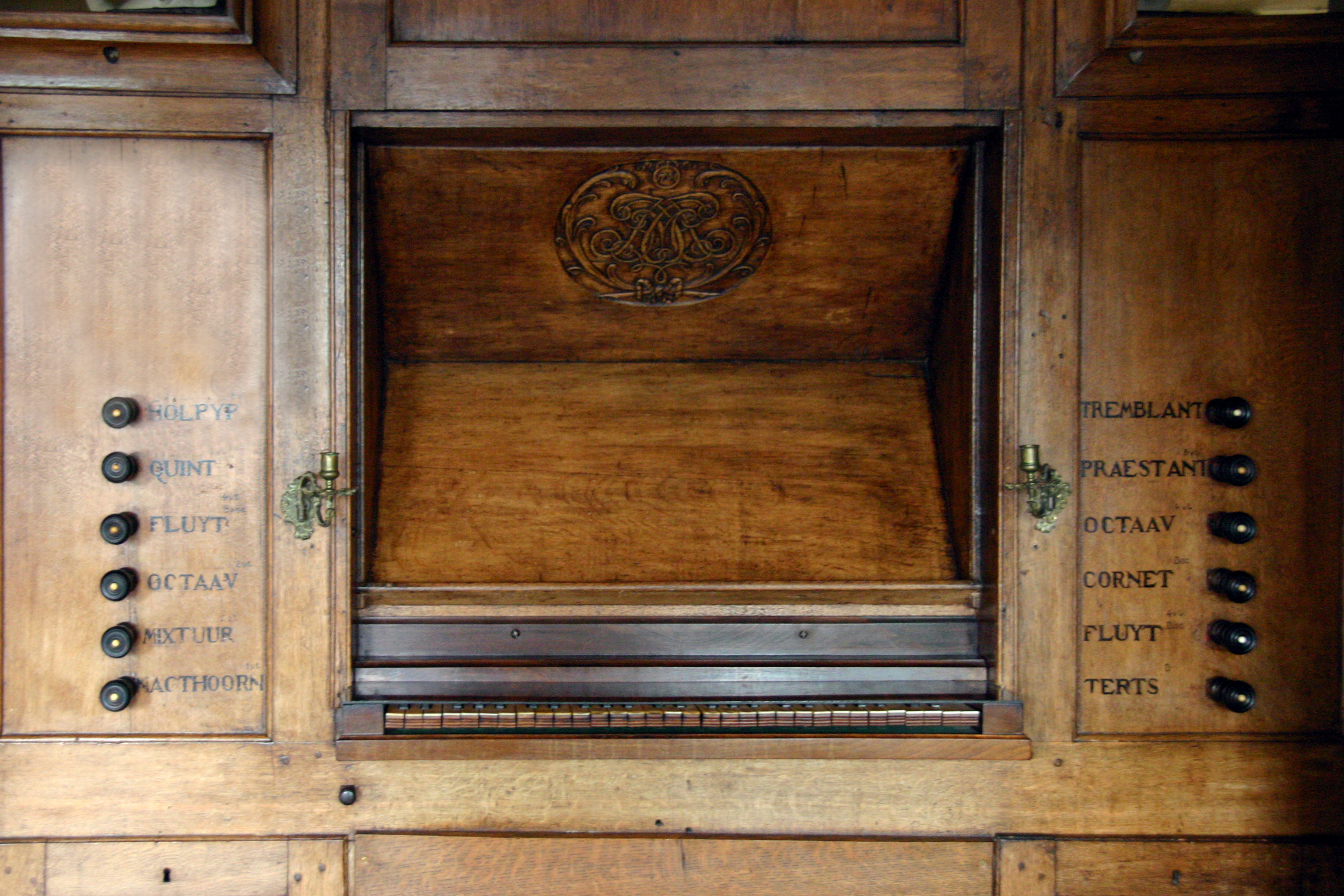
El organo
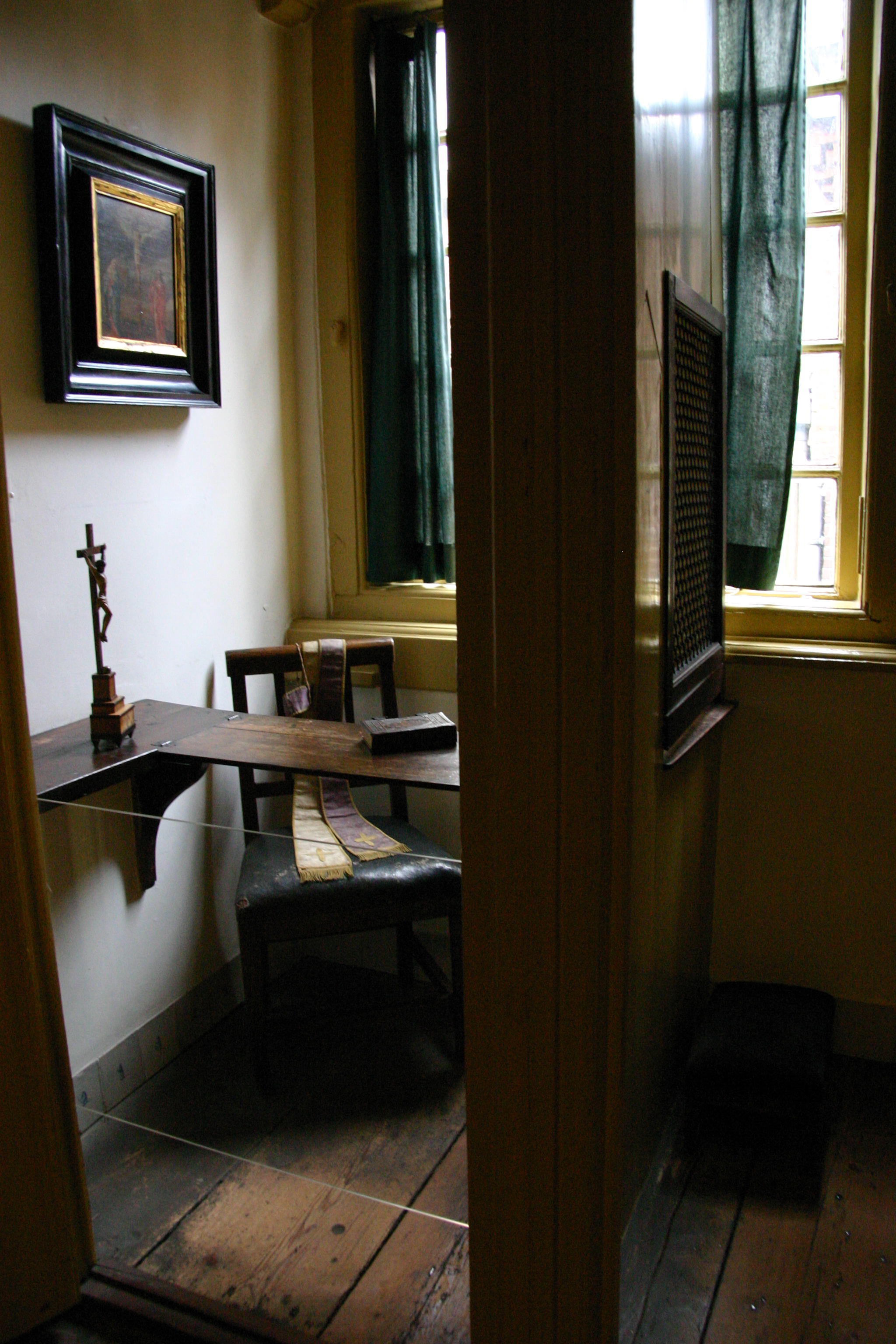
El confesionario
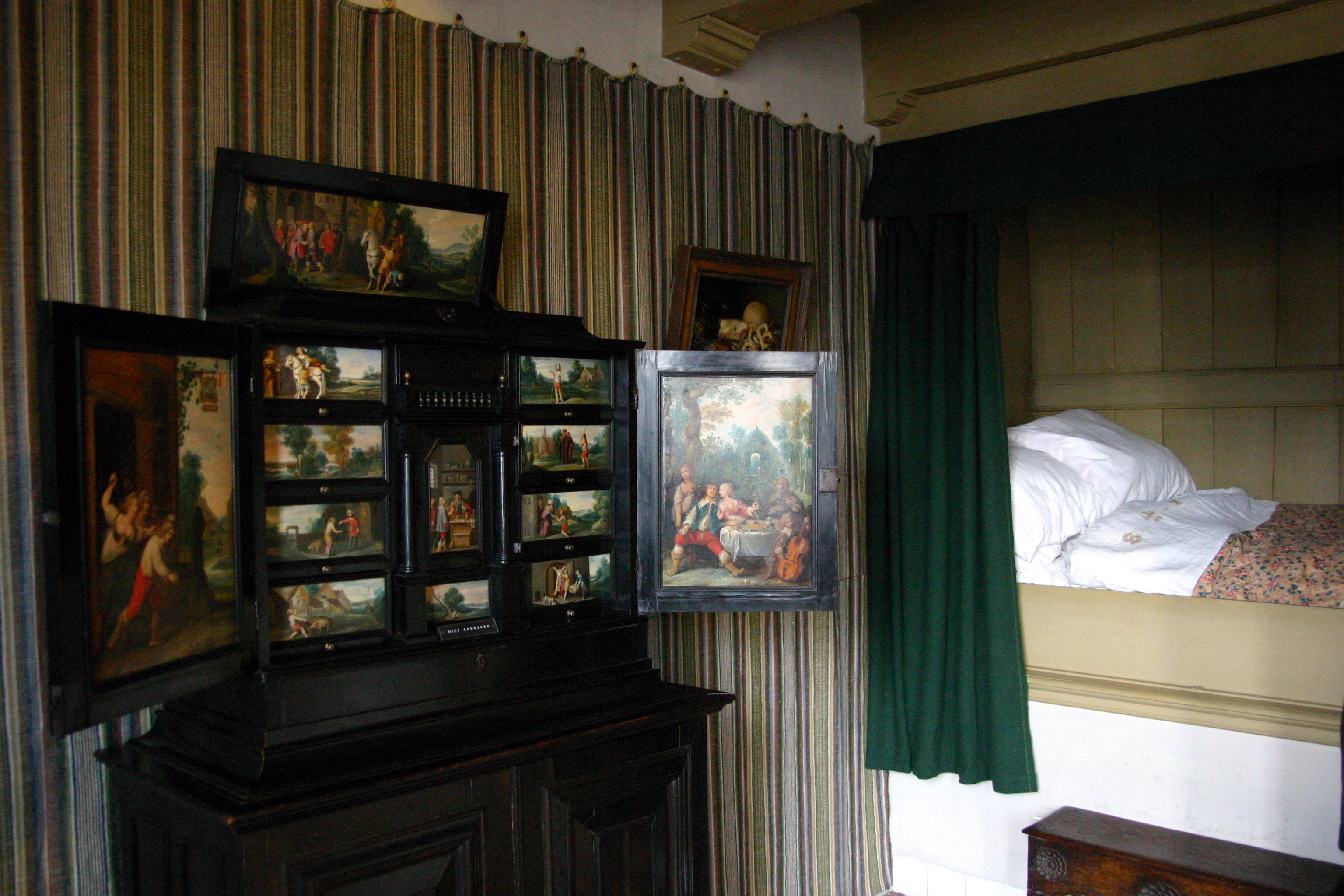
El Sael
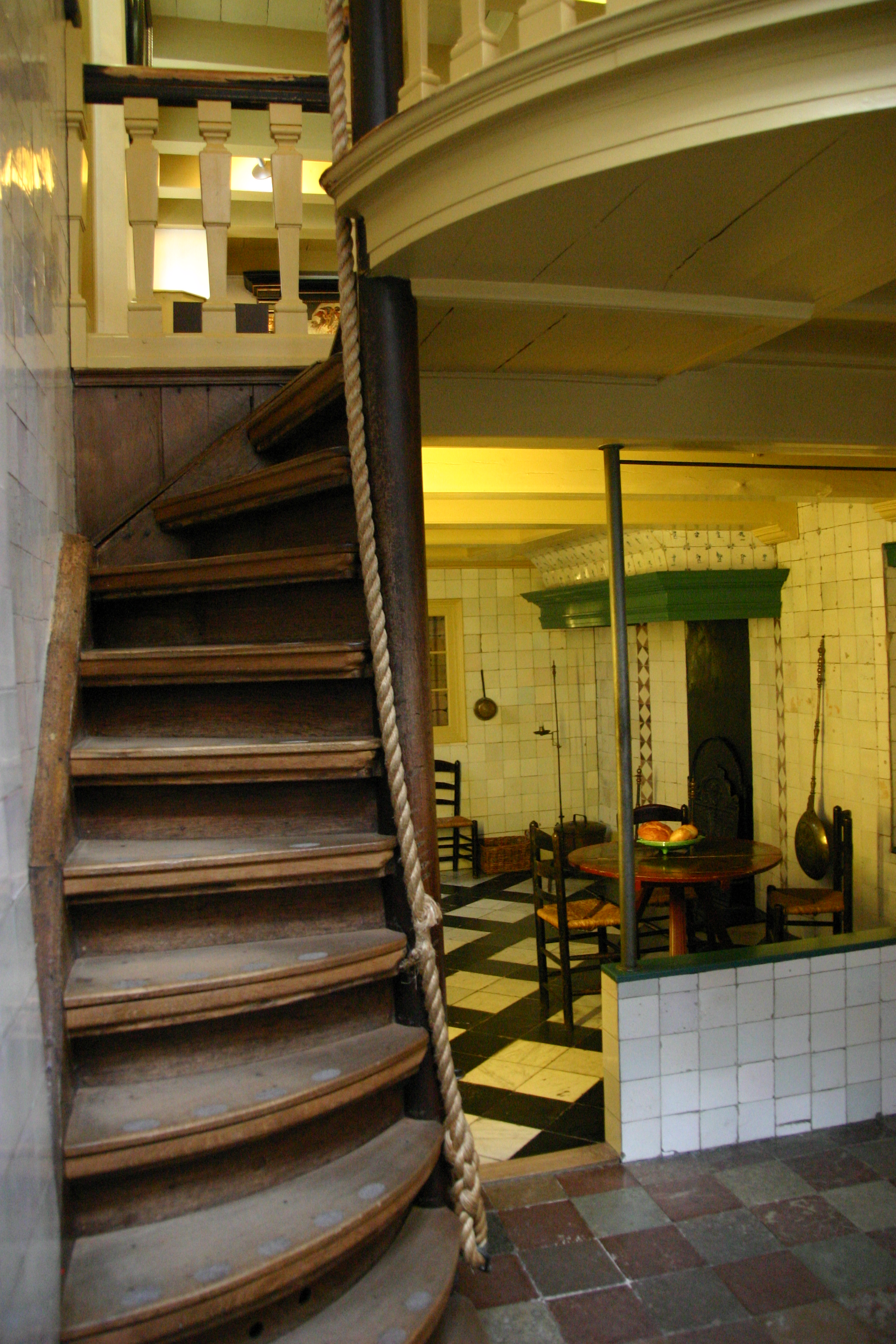
Las escaleras a la cocina
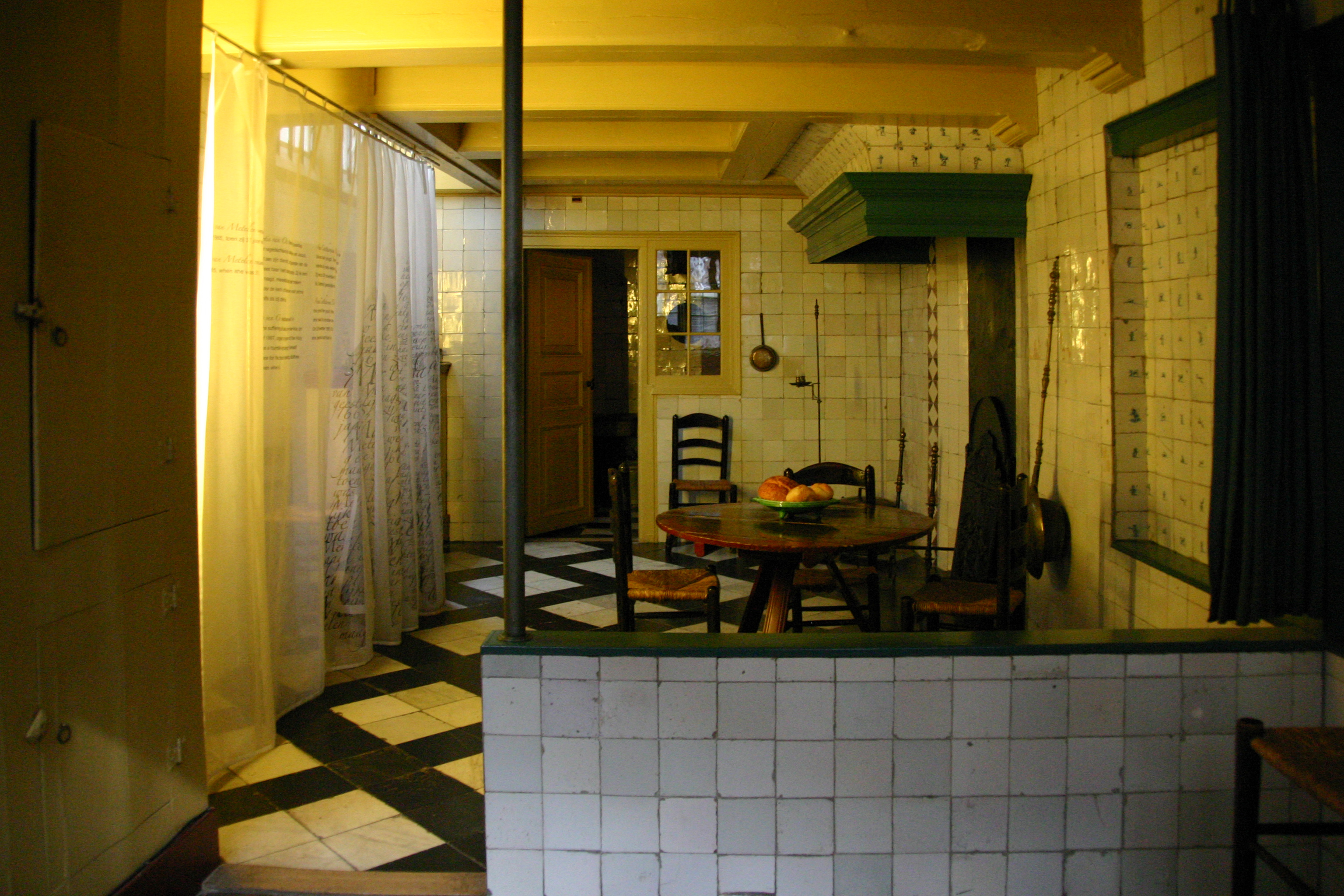
Cocina